# Јошаница (Пећ)
Јошаница (алб. Stankaj) је насељено место у општини Пећ, на Косову и Метохији. Према попису становништва из 2011. у насељу је живело 8 становника.

## Становништво
Према попису из 2011. године, Јошаница има следећи етнички састав становништва:
| Националност | 2011.      |
| Албанци      | 8 (100,0%) |
| Укупно       | 8          |

| Демографија | Демографија | Демографија |
| Година      | Становника  | Становника  |
| ----------- | ----------- | ----------- |
| 1948.       | 118         |             |
| 1953.       | 175         |             |
| 1961.       | 198         |             |
| 1971.       | 208         |             |
| 1981.       | 176         |             |
| 1991.       | 134         |             |
| 2011.       | 8           |             |